# Wybory prezydenckie w Armenii w 2008 roku
Wybory prezydenckie w Armenii odbyły się 19 lutego 2008. Wyborom przyglądali się obserwatorzy OBWE.
Prezydent wybierany jest w wyborach powszechnych na kadencję trwającą 5 lat. Jedna osoba może zostać wybrana na prezydenta maksymalnie dwa razy. Wymagania, którym musi sprostać kandydujący na to stanowisko:
- minimum 35 lat,
- posiadanie obywatelstwa Armenii przez co najmniej 10 lat przed wyborami,
- stałe zamieszkiwanie na terenie tego państwa przez minimum 10 lat,
- pełnia praw obywatelskich.

Jeżeli w wyborach jeden z kandydatów uzyska większość bezwzględną głosów (więcej niż 50%), wówczas wygrywa wybory i zostaje prezydentem. Jeżeli jednak tak się nie stanie, wówczas dwóch kandydatów z największą liczbą głosów staje do II tury. Wybory odbywają się 50 dni przed upływem kadencji odchodzącego prezydenta.

## Kandydaci
6 grudnia 2007 upłynął termin zgłaszania kandydatów w nadchodzących wyborach prezydenckich. Procedurę rejestracji przeszło dziewięciu kandydatów:
- Artaszes Geghamian - lider Jedność Narodowa
- Lewon Ter-Petrosjan - prezydent Armenii w latach 1991–1998
- Serż Sarkisjan - ówczesny premier Armenii i lider rządzącej Republikańska Partia Armenii
- Wazgen Manukian - premier Armenii w latach 1990-1991 i lider Narodowej Unii Demokratycznej
- Tigran Karapetian - Armeńska Partia Ludowa
- Wahan Howhannisjan - Armeńska Federacja Rewolucyjna
- Artur Baghdasarian - lider opozycyjnej partii Rządy prawa
- Arman Melikian
- Aram Harutiunian - National Conciliation Party

## Wyniki
Według wyników ogłoszonych 20 lutego przez Centralną Komisję Wyborczą, Sarkisjan zdobył ponad 863 544 głosów (52,86%), co daje mu zwycięstwo już w I turze. Przedstawiciele opozycji nie uznali wyników, protestując przeciwko nieprawidłowościom, do których miało dojść w trakcie wyborów. Kolejny wynik (21,5%) uzyskał Lewon Ter-Petrosjan.

## Sytuacja po wyborach
Obserwatorzy OBWE uznali, że wybory spełniły standardy demokratyczne, jednak opozycja, zwłaszcza zwolennicy Lewona Ter-Petrosjana uważają, że zostały one sfałszowane. Lewon Ter-Petrosjan, twierdzący że jego zwolennicy byli w dniu wyborów ofiarami pobić i zastraszeń, został zamknięty przez władze w areszcie domowym. 1 marca 2008 w Erywaniu odbyła się manifestacja, w której około 15 tysięcy zwolenników opozycji domagało się uwolnienia Ter-Petrosjana. W trakcie manifestacji doszło do zamieszek i starć z policją, w których zginęło osiem osób, a wiele zostało rannych. Ówczesny prezydent Armenii Robert Koczarian zdecydował o wprowadzeniu stanu wyjątkowego do 20 marca.